# 阿爾伯特公園賽道
阿爾伯特公園賽道（Albert Park Circuit）是一座位于澳洲墨爾本阿爾伯特公園的大型國際賽車跑道。全長5.278公里，是國際汽聯一級方程式賽車為數不多的公路賽道之一。不舉行一級方程式比賽時，賽道即是市區內的公共道路。賽道于1996年開始承辦一級方程式比賽，此前的澳洲大獎賽舉辦地是阿德萊德。

## 賽道概況
亞伯公園賽道為臨時組成的公園賽道，隸屬于墨爾本市政廳。由于賽道靠近墨爾本中央商務區，所以會在每次大獎賽時吸引眾多的墨爾本市民前來觀看，亦是一級方程式所有分站中上座率最高的場地之一，賽道擁有合理平滑的結構布局，優質的公路品質，以及出色的硬體設施，被公認為是世界上出色的賽道之一。除了舉辦一級方程式比賽外，阿爾伯特公園賽道亦有舉辦澳大利亞國際汽車大獎賽。在正式的比賽中，車手需要駕車在阿爾伯特公園賽道環繞58圈。

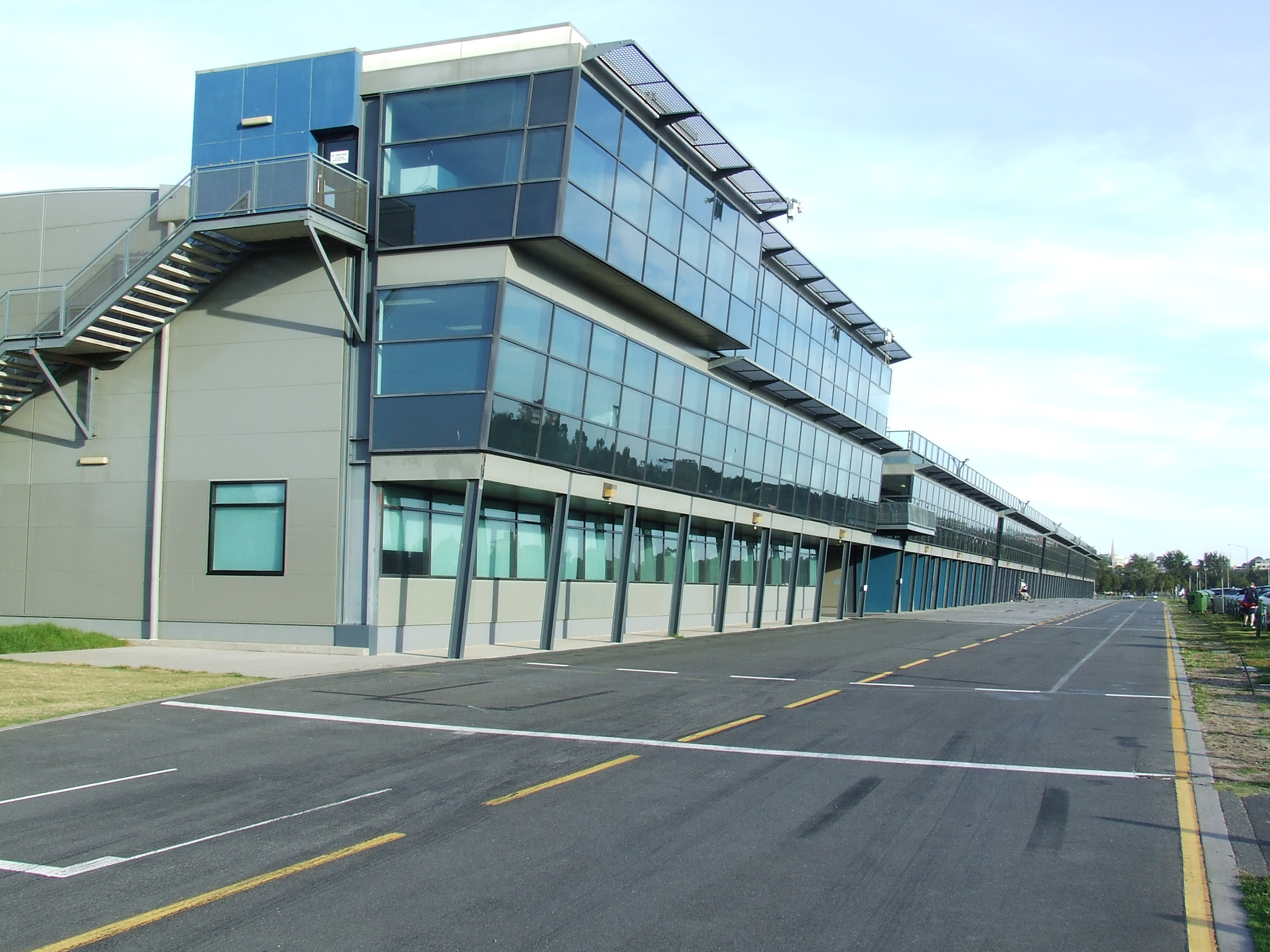
亞伯公園賽道主楼。

因為是街道賽車場，所以阿爾伯特公園賽道擁有多個彎道和弧線道，通常這些彎道的入口亦是非常崎嶇，所以比賽時車手需要異常多的下壓力，眾多的彎道亦會令輪胎的損耗加快。賽道位于阿爾伯特公園的墨爾本湖周圍，擁有阿爾伯特公園的自然風光，比賽是圍繞湖水順時針進行，多位車手曾表示阿爾伯特公園賽道是其最喜歡比賽的賽道。

## 歷史
阿爾伯特公園的道路用于賽車比賽起源于1950年代，但其被世人熟悉則是在1996年取代阿德萊德成為一級方程式澳洲大獎賽的比賽場地。

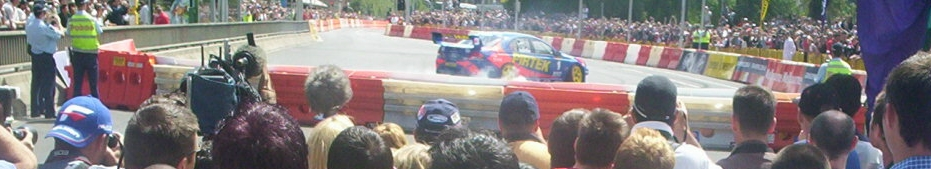
觀眾席，阿爾伯特公園賽道是一級方程式比賽上座率最高的分站之一。

### 一级方程式赛史
1996年，雅克·維倫紐夫在比賽即將結束時，其賽車引擎出現故障，在被迫放慢速度的狀況下仍舊獲得墨爾本站的勝利。
1997年，阿爾伯特公園賽道舉行其歷史上的第二次一級方程式比賽，雅克·維倫紐夫于排位賽上發揮出色，被認為有可能再次為威廉姆斯車隊奪魁，但是其在第一個彎道時，与埃迪·埃爾文的賽車發生碰撞，隨后其駕車沖出賽道，直接導致了大衛·庫爾特哈德為邁凱輪車隊贏得其自1993年阿德萊德賽道以后的第一個澳洲大獎賽冠軍。此次比賽亦標誌著達蒙·希爾在飛箭車隊不会事事如意，退出比賽令其衛冕總冠軍的路程看起來變得更加艱難。
1998年的墨爾本站，阿爾伯特公園的風很大，庫爾特哈德將其他對手們遠遠的拋在了身后，當人們意識到他即將再次獲得勝利時，他的隊友，米卡·哈基寧由于在維修站失去了太多的時間從而導致車隊陷入了困境，但庫爾特哈德卻做出了一個驚人的決定，他放慢車速讓哈基寧超越自己，亦將冠軍讓給了他的隊友。
1999年，北爱尔兰车手埃迪·埃尔文在阿爾伯特公園獲得了他在車隊的第一個大獎賽冠軍，但其在隨后的2000年即跳槽到美洲虎車隊。
2000年，法拉利車隊囊括了墨爾本站比賽的前兩名，迈克尔·舒马赫冠軍，巴里切羅亞軍。
2001年的比赛中上演了一幕悲剧，英美車隊的雅克·維倫紐夫和威廉姆斯車隊的小舒马赫發生碰撞事故，車禍導致一名赛道工作人員喪生，邁克爾·舒馬赫在比賽中奪冠，赢得了他個人的第二個澳洲大獎賽冠軍。
2002年，由于阿爾伯特公園賽道排在赛季的开始，在這個賽季因為多位新車手的加盟令人們相對來講更加關注這墨爾本站的比賽，而澳洲本土車手馬克·韋伯在家鄉父老面前第5个衝過了终点而令本土車迷興奮不已。
2003年，庫特哈德在阿爾伯特公園獲得其賽季的第一場亦是最后一場比賽勝利，威廉姆斯車隊的蒙托亞获得亞軍，莱科宁季軍。

## 賽道設計

大獎賽賽道 (1996–2020)
大獎賽賽道 (2021-)

### 賽道佈局變更
賽道在2022年澳大利亞大獎賽開始前幾個月進行了幾次佈局變更，這是自1996年賽道首次舉辦比賽以來最重大的變化。 賽會就計劃中的變化諮詢了幾位車手。9號和10號組合彎被重新設計；以前這個組合彎是一個需要在進彎時大力刹車的右左彎道，現在重新設計使它們成為一個通過速度更快的右左組合彎。這樣做是為了提高進入11號彎和12號彎的速度。爲了產生更多超車場景，其他幾個彎道也被重新設計。改動最大的是13號彎，該彎道被加寬以創造更多的行車綫，讓車手在進攻或防守其他車手時有更多選擇。同時還把彎道的角度改成外傾角，以使車手能夠以更快的速度通過彎道。

## 外部連結
- 阿爾伯特公園賽道官方網站 （页面存档备份，存于）